# رابطة الإسبرانتو البهائية
رابطة البهائيين الإسبرنتيين أو رابطة الإسبرانتو البهائية (بالإسبرانتو: BEL) هي المنظمة الرسمية للبهائيين الذين يتحدثون لغة الإسبرانتو. تأسست في 19 مارس 1973 بموافقة بيت العدل العالمي.

## البهائية ولغة الإسبرانتو
تدعو الديانة البهائية إلى اعتماد لغة دولية مساعدة تُدرَّس، إلى جانب اللغة الأم، في جميع مدارس العالم (انظر: البهائية واللغة المساعدة العالمية). ويُعد هذا من الشروط التي وضعها بهاء الله لتوحيد البشرية، وإرساء السلام الدائم، وتقدم الثقافة الإنسانية.
ولذا، فليس من المستغرب أن تكون العلاقة بين المجتمع البهائي وحركة الإسبرانتو ذات تاريخ طويل. فقد امتدح عبد البهاء لغة الإسبرانتو كثيرًا، ومنذ ظهورها وحتى اليوم، تعلم العديد من البهائيين هذه اللغة وشاركوا بنشاط في دعم حركة الإسبرانتو.
وقد ترك بهاء الله مسألة اختيار لغة دولية للحكومات، لتقرر إما اختيار لغة موجودة من بين اللغات القومية أو ابتكار لغة جديدة لهذا الغرض. ولهذا، فإن البهائيين يُركزون على أهمية الإسراع في تبني مثل هذه اللغة، بدلاً من دعم الإسبرانتو أو أي لغة بعينها بشكل مباشر.
وفي الإشراق السادس من كتاب الإشراقات، يدعو بهاء الله بيت العدل العالمي للفصل في مسألة اللغة، فيقول: "في الألواح السابقة أُمر أمناء بيت العدل بأن يختاروا لغة من اللغات الموجودة، أو يضعوا لغة جديدة...". وقد وسّع بيت العدل العالمي هذا الأمر في رسالته المؤرخة 8 يونيو 1980 بالقول: "من جهة، أُنيطت هذه المهمة بحكومات العالم، ومن جهة أخرى أُنيطت ببيت العدل". ولذا فإن اختيار اللغة هو عملية من مرحلتين، تقع مسؤوليتها على كل من: (1) الهيئة الإدارية العليا للبهائيين (في حيفا)، و(2) برلمانات العالم، كما ورد في الصفحة الأخيرة من الكتاب الأقدس.
ونظرًا لكثرة النصوص البهائية حول هذا الموضوع العميق، والتي تشير بإيجابية إلى خمس لغات – العربية، والإنجليزية، والإسبرانتو، والفارسية، والإسبانية – فلا عجب أن تستكمل الرسالة نفسها لعام 1980 بالقول: "لا يمكن الآن التنبؤ بكيفية تحقق ذلك...". وما لا يحتاج إلى الكثير من النقاش العقلي هو عدد المرات التي طلب فيها عبد البهاء "من كل واحد منا أن يتعلم الإسبرانتو"، سواء أصبحت لغة عالمية أم لا، وكيف فسّر شوقي أفندي ذلك بأنه "توجيهات متكررة ومؤكدة من عبد البهاء".
وتبقى مسألة اللغة العالمية مشابهة لما كانت عليه جوهر الأديان دومًا – قضية روحية وصوفية تتجاوز الأبعاد العقلية. وعندما تتم مناقشة هذا المبدأ البهائي الأساسي بشكل منهجي وعلى نطاق واسع، فسيصبح هذا المسار أوضح، وستتلاشى الخلافات حول مسألة الاختيار. فسواء بقيت الإنجليزية سائدة أو أصبحت الماندرين اللغة المهيمنة، فهي أسئلة زائلة، مثلما كانت النزاعات في القرن التاسع عشر حول اللغة القومية السائدة. إن مثل هذه الجدالات السطحية ستختفي حين يتم فهم مبدأ اللغة المساعدة العالمية على نحو صحيح.

## رابطة الإسبرانتو البهائية
في العشرينات والثلاثينات من القرن العشرين، كان بعض البهائيين البارزين مثل مارثا روت، ليديا زامنهوف وهيرمان غروسمان - مؤسس مجلة البهائيين الإسبيرانتية لا نوفا تاغو - نشطين في حركة الإسبيرانتو. بعد الحرب العالمية الثانية، تمكن مكتب المجتمع البهائي الدولي في جنيف من مواصلة هذا النشاط، لكن ذلك استمر لعدة سنوات فقط. في الخمسينات والستينات من القرن العشرين، تولى الأفراد مثل أديلبرت ميهليشليغيل وروان أورلوف-ستون هذه المهمة مرة أخرى. كنتيجة طبيعية لهذا، تم تأسيس رابطة البهائيين بالإسبيرانتو في بداية السبعينات، مما وضع أنشطة البهائيين الإسبيرانتية على أساس أوسع.

## تأسيس الرابطة
هناك دلائل على أن فكرة تشكيل تعاون بين البهائيين الإسبيرانتيين بدأت تنمو في بداية الستينيات من القرن العشرين، خصوصًا في الفترة التي سبقت مؤتمر العالم للإسبيرانتو في بودابست في عام 1966. بذل أديلبرت ميهليشليغيل جهودًا لتحقيق ذلك، ولكن في البداية لم يتم تحقيق الكثير. لم يكن حتى عام 1971 عندما اعتنق باولو أموريم كاردوسو الدين في البرازيل، أنه بمساعدته ومع مساعدة روان أورلوف-ستون في الولايات المتحدة، بدأت فكرة التعاون تتحول بسرعة مذهلة إلى مشروع قابل للتنفيذ.
في رسالة في يوليو 1971، كتب كاردوسو، الذي كان في ذلك الوقت أمين سر الجمعية الروحية المحلية في فورتاليزا في البرازيل، نيابة عن تلك الجمعية، "إن نيتنا هي إنشاء منظمة دولية بهائية بالإسبيرانتو". وضمن هذه الرسالة، أرفق كاردوسو مسودة أولى لدستور المنظمة المقترحة التي تم تعريف أهدافها الرئيسية، وهي نشر الأدب البهائي بالإسبيرانتو، ونشر الدين البهائي بين الإسبيرانتيين، وتعزيز الإسبيرانتو في المجتمع البهائي. كما أرفق مع رسالته قائمة (تتضمن 18 اسمًا) من البهائيين الإسبيرانتيين في البرازيل (8)، الهند (1)، إسبانيا (1)، إيران (1)، البرتغال (1)، والولايات المتحدة (6). من المحتمل جدًا أن تكون رسالة كاردوسو قد وجهت إلى هؤلاء الـ 18 شخصًا. كما أرفق مع رسالته قائمة أخرى، أعدها روان أورلوف-ستون، تحتوي على أسماء وعناوين في 13 دولة مختلفة لـ 47 شخصًا إضافيًا، وكان نصفهم تقريبًا في الولايات المتحدة. بالإضافة إلى ذلك، بدأ كاردوسو في إنتاج وتوزيع نشرة إخبارية بعنوان "كومونا بها ليتيرو" ("النشرة البهائية المشتركة")، التي تحولت لاحقًا إلى النشرة الرسمية للرابطة. ثم، خلال مؤتمر العالم الإسبيرانتو السابع والخمسين في بورتلاند، أوريغون (الولايات المتحدة)، استشار تسعة بهائيين مشاركين معًا وقرروا كتابة رسالة إلى بيت العدالة العالمية لطلب موافقته على تأسيس منظمة بهائية بالإسبيرانتو. بعد التشاور مع "يد الله" أديلبرت ميهليشليغيل، الذي كان، حسبما قالوا، "متحمسًا" لهذا الاقتراح، منح بيت العدالة العالمية موافقته في رسالة مؤرخة 19 مارس 1973 (18.19.129 بهاء)، وهي تاريخ فعلي يعتبر بداية تأسيس رابطة البهائيين بالإسبيرانتو. في العدد الخامس (أبريل 1973) من "كومونا بها ليتيرو"، تم الإعلان عن موافقة بيت العدالة لجميع البهائيين الإسبيرانتيين المعروفين للمبادرين بالمشروع. في الوقت نفسه، تم إرسال نماذج طلبات العضوية في الرابطة مع أوراق تصويت لانتخاب اللجنة الإدارية الأولى للرابطة.
تم إجراء هذه الانتخابات وفقًا نفس المبادئ التي تطبق عند انتخاب الجمعية الروحية المحلية (حيث قام كل عضو بالتصويت لعدد تسعة أشخاص من بين جميع الأعضاء، دون ترشيح أي مرشحين). في رسالة من الرابطة، مؤرخة 30 يوليو 1973، تم الإعلان عن نتائج الانتخابات التي شارك فيها 30 عضوًا: باولو أموريم كاردوسو (البرازيل)، روان أورلوف-ستون (الولايات المتحدة)، حبيب طاهر زاده (إسرائيل/مركز العالم البهائي)، أديلبرت ميهليشليغيل (سويسرا)، بديع الله ساميمي (إيران)، مانويل دي فريتاس (البرتغال)، س. جوبتا (الهند)، شاجزين كيم (كوريا)، ليونورا ستيرلينغ أرمسترونغ (البرازيل). تم تحديد مدة ولاية اللجنة الإدارية بثلاث سنوات. في العدد التاسع (نوفمبر 1973) من "كومونا بها ليتيرو"، تم الإعلان أن "رابطة البهائيين بالإسبيرانتو الآن لديها 73 عضوًا في 14 دولة: الولايات المتحدة 27، البرازيل 24، كندا 4، إيران 4، إسبانيا 3، إيطاليا 2، البرتغال 2، الأرجنتين 1، النمسا 1، ألمانيا 1، إسرائيل 1، كوريا 1، هولندا 1، سويسرا 1". وفي العدد التالي، العاشر (يناير 1974)، تم الإعلان عن "أسماء اللجنة الإدارية الأولى للرابطة البهائية بالإسبيرانتو: الرئيس: أديلبرت ميهليشليغيل (ألمانيا)، نائب الرئيس: حبيب طاهر زاده (إسرائيل)، الأمين: باولو أموريم كاردوسو (البرازيل)، نائب الأمين: روان أورلوف-ستون (الولايات المتحدة)، الأمين المالي: مانويل دي فريتاس (البرتغال)، نائب الأمين المالي: ليونورا ستيرلينغ-أرمسترونغ (البرازيل)". كما تم الإعلان أنه، وفقًا لقرار سابق، سيتم اعتبار جميع الذين أصبحوا أعضاء حتى وقت انتخاب اللجنة الإدارية الأولى كأعضاء مؤسسين للرابطة؛ وكان هناك 80 عضوًا من 17 دولة مختلفة.

## الأنشطة الأولى
بخلاف مهمة جذب أعضاء جدد، كان أحد الأنشطة الأولى للرابطة هو نشر المعلومات الأساسية عن الدين البهائي بلغة الإسكندرانية. كما وجهت الرابطة اهتمامها إلى مسألة المصطلحات البهائية في لغة الإسكندرانية، مثل أسماء الأشهر التسعة عشر في التقويم البهائي (مع العدد رقم 15 من "رسالة البهائيين المشتركة" في مايو 1975، تم إرفاق تقويم، حيث تم وضع تقويمي البهائي والميلادي بجانب بعضهما البعض). كما تقدمت الرابطة إلى الاتحاد العالمي للإسكندرانية (الاتحاد الإسكندراني العالمي) للاعتراف الرسمي برابطة الإسبرانتو البهائية كمجموعة متخصصة متعاونة "kunlaboranta faka asocio" من الاتحاد الإسكندراني العالمي. تم قبول طلب رابطة الإسبرانتو البهائية للحصول على هذا الوضع في المؤتمر العالمي للإسكندرانية في السنة التالية.
على الرغم من النجاحات التي حققتها، لم تكن السنوات الأولى للرابطة الجديدة سهلة. فلم يكن الأعضاء الفرديون منتشرين في جميع أنحاء العالم فقط، بل كان أعضاء اللجنة الإدارية أيضًا. وقد حالت هذه المسافة الجغرافية دون اتخاذ إجراءات مشتركة، لذلك كانت معظم الأنشطة تتم بواسطة أفراد وغالبًا ما كان ينشئها سكرتير رابطة الإسبرانتو البهائية نفسه. كان السكرتير الأول هو باولو أموريم كاردوسو (من البرازيل). تم تعزيز عمله بواسطة روان أورلوف ستون (من الولايات المتحدة الأمريكية)، الذي قدم مساهمة كبيرة نحو تطوير الرابطة وحضر جميع المؤتمرات العالمية للإسكندرانية بين 1976 و1988. مع مثل هذه القوة الدافعة، مدعومة من جهود عدد قليل من الأعضاء المتفانين الآخرين، تم تمثيل الدين البهائي بشكل جيد في كل من هذه المؤتمرات.
في عام 1976، تولى جون تي. ديل منصب سكرتير رابطة الإسبرانتو البهائية. مثل سابقيه، باولو أموريم كاردوسو، قام بعمل كبير في تشكيل شخصية الرابطة. قدم العديد من الأفكار نحو تطوير الرابطة وبدأ سلسلة من المشاريع، العديد منها كان متعلقًا بنشر مواد جديدة. كما تولى مهمة تحرير نشرة الرابطة، التي أعطاها الاسم الجديد "BELmonda Letero". قد يُترجم الاسم إلى "رسالة عالمية من رابطة الإسبرانتو البهائية"، ولكن التلاعب اللغوي بكلمة "belmonda" (التي تعني "عالم جميل") يفقد في الترجمة.

## المحاولات والعقبات والإنجازات
حتى بعد سنوات التأسيس الأولى، استمرت الرابطة في معاناتها من مشكلة التفرقة الجغرافية؛ فلم تتمكن اللجنة الإدارية نفسها من التعرف شخصيًا على أغلب أعضاء رابطة الإسبرانتو البهائية. بالإضافة إلى كل ذلك، في عام 1979، كان لا بد من قطع الاتصال مع البهائيين المتحدثين بالإسكندرانية في إيران (الذين كان عددهم 16 في قائمة الانتخابات لعام 1976) بسبب أن التواصل مع الغرب أصبح خطيرًا بالنسبة لهؤلاء الأعضاء في أعقاب الثورة الإسلامية.
إحدى المهام الرئيسية التي كرس لها جون ديل، بصفته السكرتير، كانت "تصحيح الفهم الخاطئ المنتشر بين البهائيين حول لغة الإسكندرانية". اكتشف أن الكثير منهم كانوا يفضلون اللغة الإنجليزية كلغة عالمية مستقبلية؛ في حين كان البعض الآخر يعتبر الإسكندرانية هي المرشح المثالي لهذه الوظيفة ولكنهم لم يكونوا مستعدين لتعلمها قبل أن يأتي طلب محدد بذلك من بيت العدل الأعظم. "لتجاوز مثل هذا الفهم الخاطئ والمقاومة تجاه أنشطة رابطة الإسبرانتو البهائية، توليت المهام التالية: (1) جمع الاقتباسات من الكتابات البهائية حول الإسكندرانية ومشكلة اللغة؛ ... (2) جمع الوثائق البهائية-الإسكندرانية وترجمة العديد من النصوص البهائية إلى الإسكندرانية؛ ... (3) إنتاج وتوزيع المواد الإعلامية والوثائق الأساسية باللغتين الإنجليزية والإسكندرانية كوسيلة لجعل رابطة الإسبرانتو البهائية أكثر شهرة بين البهائيين والإسكندرانيين".
تم بدء ترجمة كتاب جون إيسلمونت "بهاء الله والعصر الجديد" — الذي يُعدّ أكثر الكتب شهرة كمقدمة للدين البهائي — إلى الإسكندرانية بواسطة مارثا روت وأتمها ليديا زامنهوف. وكان إعادة إصدار هذه الترجمة في عام 1978، "بهاء الله كاي لا نوفا Epoko"، بعد المراجعة والإضافات وتضمين ملحق، بلا شك واحدة من أعظم نجاحات هذه الفترة.
علاوة على ذلك، في عام 1976، تحت إشراف جون ديل، نشرت الرابطة الكتيب "Unueco kaj universala lingvo" (الوحدة واللغة العالمية) بأربع لغات (البرتغالية، الإسبانية، الإسكندرانية والإنجليزية الأصلية). تلاه في عام 1977 كتيب "Bahaaj Respondoj" (إجابات بهائية) وفي عام 1981 كتيب "La Kaŝitaj Vortoj" (الكلمات المخفية)، وهو أحد الكتابات المركزية لبهاء الله. في عام 1979، أرسل ديل أيضًا رسالة مرفق بها نسخة من "BELmonda Letero" إلى جميع الجمعيات الروحية الوطنية بهدف جعل وجود الرابطة معروفًا بشكل أفضل وطلب التعاون من المجتمعات البهائية الوطنية. كما كتب ديل إلى بيت العدل الأعظم، طالبًا منه "النظر في طرق ووسائل لإدخال الإسكندرانية بشكل تجريبي وتشجيع البهائيين على تعلم اللغة."
وكان قد تم تقديم طلب مشابه من قبل كاردوسو في وقت سابق. لكن مرة أخرى كانت المحاولة بلا جدوى. لم يغير بيت العدل الأعظم موقفه: رغم تعاطفه الكبير مع أهداف حركة البهائيين-الإسكندرانيين، إلا أنه كان معارضًا لإدخال الإسكندرانية غير الرسمية (حتى وإن كان مؤقتًا) إلى المجتمع البهائي، مشددًا على أن المبدأ كان هو اللغة المساعدة الدولية وليس أي اقتراح محدد واحد يدعمه البهائيون. في ذلك الوقت، كان كاردوسو قد شعر بخيبة أمل كبيرة لأن جميع جهوده لم تثمر، لذا ترك الدين بعد عدة سنوات.

## التطورات الجديدة بعد المؤتمرات العالمية في بكين ووارسو
خلال النصف الثاني من الثمانينيات، بدأ مركز النشاط يتحول من الأمريكتين إلى أوروبا الغربية، وخاصة ألمانيا، وكان ذلك في الوقت الذي بدأت فيه الرابطة تزدهر. وكان أحد الأسباب وراء ذلك هو أن الإسكندرانية قد اكتسبت سمعة بين البهائيين باعتبارها "تذكرة دخول" إلى البلدان خلف ما يُسمى "الستار الحديدي"، وهي البلدان التي لم يكن للدين البهائي الوصول إليها خلال العقود السابقة. في هذا السياق، شهد المؤتمر العالمي للإسكندرانية في بكين عام 1986، الذي شارك فيه حوالي عشرة من أعضاء BEL من عدة دول مختلفة، وكذلك المؤتمر المئوي في وارسو عام 1987، الذي حضره عدد غير مسبوق من البهائيين (حوالي 50 من 20 دولة مختلفة).
بالإضافة إلى نواة الرابطة، تم تأسيس لجان أو مجموعات فرعية للإسكندرانيين البهائيين في ألمانيا والولايات المتحدة والمملكة المتحدة وسويسرا (وفي عام 1993 انضمت بلغاريا إليها)، ولا تزال بعض هذه المجموعات تعمل حتى اليوم. عقب "المؤتمر الشبابي الدولي" (IJK، المؤتمر الدولي للشباب) في كراكوف، بولندا، في عام 1987، تمكّنت الرابطة من تأسيس قسم للشباب، المعروف باسم JuBEL، والذي كان قادرًا على تنظيم مشاركة شباب البهائيين المتحدثين بالإسكندرانية في المؤتمرات الشبابية الدولية السنوية (IJK) وتضمين مواضيع بهائية في برامج المؤتمرات لعدة سنوات بعد ذلك.
في نهاية الثمانينيات وبداية التسعينيات، تمكّنت الرابطة أيضًا من تنظيم سلسلة من الندوات التي استمرت عدة أيام حول الدين، والمعروفة باسم "BELaj Tagoj" (أيام BEL أو "الأيام الجميلة")، والتي أُقيم ثلاثة منها في بولندا وواحدة في بلغاريا وأخرى في الجمهورية السلوفاكية. وفي عام 1992، قدم رومان دوبريزنسكي، الصحفي البولندي ونائب رئيس الاتحاد الإسكندراني العالمي في ذلك الوقت، خلال المؤتمر العالمي للإسكندرانية في فيينا، النسخة الإسكندرانية من فيلمه عن الدين والمركز البهائي العالمي في حيفا، إسرائيل، بعنوان Ŝafejo de la Naŭa Profeto (حظيرة التاسع نبي).
كما تم إحراز تقدم في نشر الأدب البهائي بالإسكندرانية؛ على سبيل المثال، الكتيبان الجذابان مع الطباعة الملونة: "La Vojo al Paco" (الطريق إلى السلام) و"La Bahaa Kredo" (الدين البهائي)، بالإضافة إلى المنشور المهم جدًا بعنوان "La Promeso de Monda Paco" (وعد السلام العالمي). في عام 1989، قدمت الرابطة مساهمة كبيرة في نشر التجميع المعروف من تأليف O.P. Ghai بعنوان Unueco en Diverseco (الوحدة في التنوع). وفي عام 1992، تمكّنت BEL أيضًا من نشر مجموعة صغيرة من كتابات بهاء الله بعنوان Perloj de l'Saĝo (لؤلؤ الحكمة).
بعد وقت قصير من محاولة جون تي. ديل لتطوير وتوزيع "BELmonda Letero" بشكل أوسع، تقلصت إلى رسالة دورية متواضعة من 2 إلى 6 صفحات. ولا تزال تعمل كالنشرة الإخبارية لجميع أعضاء الرابطة وتُوزع تلقائيًا لهم دون اشتراك. تحتوي على معلومات عن الأعضاء، عناوين هامة، بيانات من اللجنة الإدارية، أخبار الأنشطة في مختلف البلدان ومقتطفات من كتابات بهاء الله. وقد أصبحت أداة هامة للتواصل داخل المجتمع العالمي للرابطة.

## رابطة الإسبرانتو البهائية اليوم
زاد عدد أعضاء رابطة الإسبرانتو البهائية على مر السنين ليصل إلى أكثر من 400 عضو، ولكن عند تقييم أعداد الأعضاء في بداية التسعينيات، تبين أنها قد انخفضت إلى نحو نصف هذا العدد. اعتبارًا من عام 2005، كان لدى BEL 410 أعضاء في 64 دولة. وكان معظم أعضاء BEL في ذلك الوقت يتواجدون في بلغاريا (59)، ألمانيا (56)، الولايات المتحدة الأمريكية (45)، روسيا (35) والمملكة المتحدة (21). منذ البداية، لم يتم تحصيل رسوم العضوية، وباستثناء بعض التبرعات من بعض الجمعيات الروحية الوطنية ومصادر بهائية أخرى، كانت أنشطة الرابطة تمول من التبرعات الطوعية من أعضائها.
في السنوات الأخيرة، ركزت رابطة الإسبرانتو البهائية على المشاركة الفعالة في المؤتمرات العالمية للإسكندرانية، والنشر العرضي للمقالات البهائية في المجلات الإسكندرانية، وترجمة الوثائق البهائية المهمة: بعضها بالكامل مثل "La Promeso de Monda Paco" (وعد السلام العالمي) في عام 1996، و"Baháʼu'lláh" في عام 1992؛ والبعض الآخر في شكل ملخصات مثل "La prospero de la homaro" (ازدهار البشرية) و"Turnopunkto por Ĉiuj Nacioj" (نقطة التحول لجميع الأمم) في عام 1996.
من وقت لآخر، تحاول رابطة الإسبرانتو البهائية أيضًا إعلام المجتمع البهائي العالمي عن لغة الإسكندرانية وحركة الإسكندرانية.
للاحتفال بالذكرى الخامسة والعشرين لتأسيس الرابطة، تم نشر كتيب مكون من حوالي 60 صفحة بعنوان "Bahaismo kaj Esperanto. Festlibro okaze de la dudekkvinjariĝo de la Bahaa Esperanto-Ligo" (البهائية والإسكندرانية. الكتاب التذكاري بمناسبة الذكرى الخامسة والعشرين لتأسيس رابطة الإسكندرانية البهائية). في هذا الكتيب، تنظر الرابطة إلى الوراء على تاريخ طويل من العلاقة والتعاون بين البهائيين والإسكندرانيين. وتلي الكلمات التهنئية من رؤساء الاتحاد العالمي للإسكندرانية (UEA) ومن الرابطة نفسها، مقال برنهارد ويسترهوف حول العلاقة المتغيرة، والتي لم تكن دائمًا متوافقة تمامًا، بين البهائيين والإسكندرانيين. يتبع ذلك مقالين عن ليديا زامنهوف ومن خلالها، يظهر كيف أن أصغر أبناء زامنهوف وجدوا وطنه الروحي في الدين البهائي. وتُستخدم العديد من النصوص المركزية للبهائية حول مسألة اللغة الدولية بشكل عام والإسكندرانية بشكل خاص - بما في ذلك التوصية الأخيرة من البهائيين بأن الأمم المتحدة يجب أن تعتمد لغة دولية - لتوضيح وجهة نظر البهائيين حول هذا الموضوع. كما يسلط مقال طويل الضوء على النمو التاريخي للعلاقة بين البهائيين والإسكندرانيين، ويعرض سيرًا ذاتية لأعضاء بارزين من البهائيين المتحدثين بالإسكندرانية ويصف تطور الرابطة. وأخيرًا، يقدم مقدمة عن الدين البهائي ونظرة عامة على الأدب البهائي في الإسكندرانية.
أحد مشاريع الرابطة، الذي بدأه جون ديل، هو نشر تجميع للنصوص من كتابات البهائيين حول مبدأ اللغة المساعدة الدولية. تم أخذ هذا المشروع لاحقًا من قبل برنهارد ويسترهوف ثم نقله إلى غريغوري بول ميجس، الذي نشر في عام 2015 أول مجموعة مرفقة بالتعليقات لاقتباسات من البهائيين حول اللغة المساعدة بالإنجليزية، تلتها ترجمة إلى الإسكندرانية في عام 2019.

## وصلات خارجية
- رابطة الإسكندرانية البهائية (بالإنجليزية)
- رابطة الإسكندرانية البهائية (بالإسكندرانية)